# 淑芬
淑芬為常見中文姓名，用於女性，是為台灣最常見的名字。依據中華民國內政部2023年統計，有31,879人名為「淑芬」。
淑芬可以為：
- 張淑芬，多位同名人物
- 李淑芬，多位同名人物
- 陳淑芬，香港音樂經理人
- 陳淑芬 (漫畫家)，台灣漫畫家
- 林淑芬，中華民國政治人物
- 梁淑芬，中華人民共和國政治人物
- 黃淑芬，香港女配音員
- 莊淑芬，台灣實業家
- 高淑芬，台灣精神科醫師
- 吳淑芬，台灣女子排球選手
- 麥淑芬，香港TOM集團之首席財務官兼執行董事
- 鄭淑芬，台灣兒童繪本作家
- 凌淑芬，台灣愛情小說作家
- 黎淑芬，香港廣播節目主持人
- 德淑芬，台灣女演員
- 方淑芬，台北市立高中校長遴選爭議的人物之一